# تپه پشت تنگ
تپه پشت تنگ در شهرستان هرسین، بخش بیستون، دهستان شیرز، ۸۰۰م ضلع جنوب غربی روستای پشت تنگ واقع شده و این اثر در تاریخ ۲۶ اسفند ۱۳۸۷ با شمارهٔ ثبت ۲۵۴۹۸ به‌عنوان یکی از آثار ملی ایران به ثبت رسیده است.